# Saint-Martin-le-Vieux
Saint-Martin-le-Vieux település Franciaországban, Haute-Vienne megyében. Lakosainak száma 878 fő (2022. január 1.). Saint-Martin-le-Vieux Aixe-sur-Vienne, Beynac, Burgnac, Flavignac, Lavignac és Séreilhac községekkel határos.

## Népesség
A település népessége az elmúlt években az alábbi módon változott:
| Lakosok száma | 912  | 913  | 929  | 922  | 928  | 930  | 913  | 895  | 878  |
|               | 2013 | 2015 | 2016 | 2017 | 2018 | 2019 | 2020 | 2021 | 2022 |